# Франк
Франк (фр. Francs) насеље је и општина у југозападној Француској у региону Аквитанија, у департману Жиронда која припада префектури Либурн.
По подацима из 2011. године у општини је живело 213 становника, а густина насељености је износила 32,32 становника/km². Општина се простире на површини од 6,59 km². Налази се на средњој надморској висини од 98 метара (максималној 96 m, а минималној 28 m).

## Демографија
| 1962. | 1968. | 1975. | 1982. | 1990. | 1999. | 2011. |
| ----- | ----- | ----- | ----- | ----- | ----- | ----- |
| 194   | 215   | 178   | 186   | 172   | 178   | 213   |

График промене броја становника у току последњих година